# Jindřichův Hradec IV
Jindřichův Hradec IV, Nežárecké Předměstí (německy Naserer Vorstadt), je část města Jindřichův Hradec v okrese Jindřichův Hradec v Jihočeském kraji. Nachází se na západě Jindřichova Hradce na pravém (západním) břehu Nežárky. Jindřichův Hradec IV leží v katastrálním území Jindřichův Hradec o výměře 15,8 km².

## Historie
Jindřichův Hradec IV byl osadou města Jindřichův Hradec v letech 1900–1920. Znovu se jí stal 1. ledna 1980.

## Obyvatelstvo
| Rok            | 1869 | 1880 | 1890 | 1900  | 1910  | 1921 | 1930  | 1950 | 1961 | 1970 | 1980  | 1991  | 2001  | 2011  | 2021  |
| -------------- | ---- | ---- | ---- | ----- | ----- | ---- | ----- | ---- | ---- | ---- | ----- | ----- | ----- | ----- | ----- |
| Počet obyvatel | 0    | 0    | 0    | 1 555 | 1 644 | 0    | 1 151 | 0    | 0    | 0    | 1 267 | 1 344 | 1 349 | 1 486 | 1 405 |
| Počet domů     | 0    | 0    | 0    | 119   | 130   | 128  | 138   | 0    | 0    | 0    | 211   | 237   | 265   | 322   | 349   |

## Další fotografie

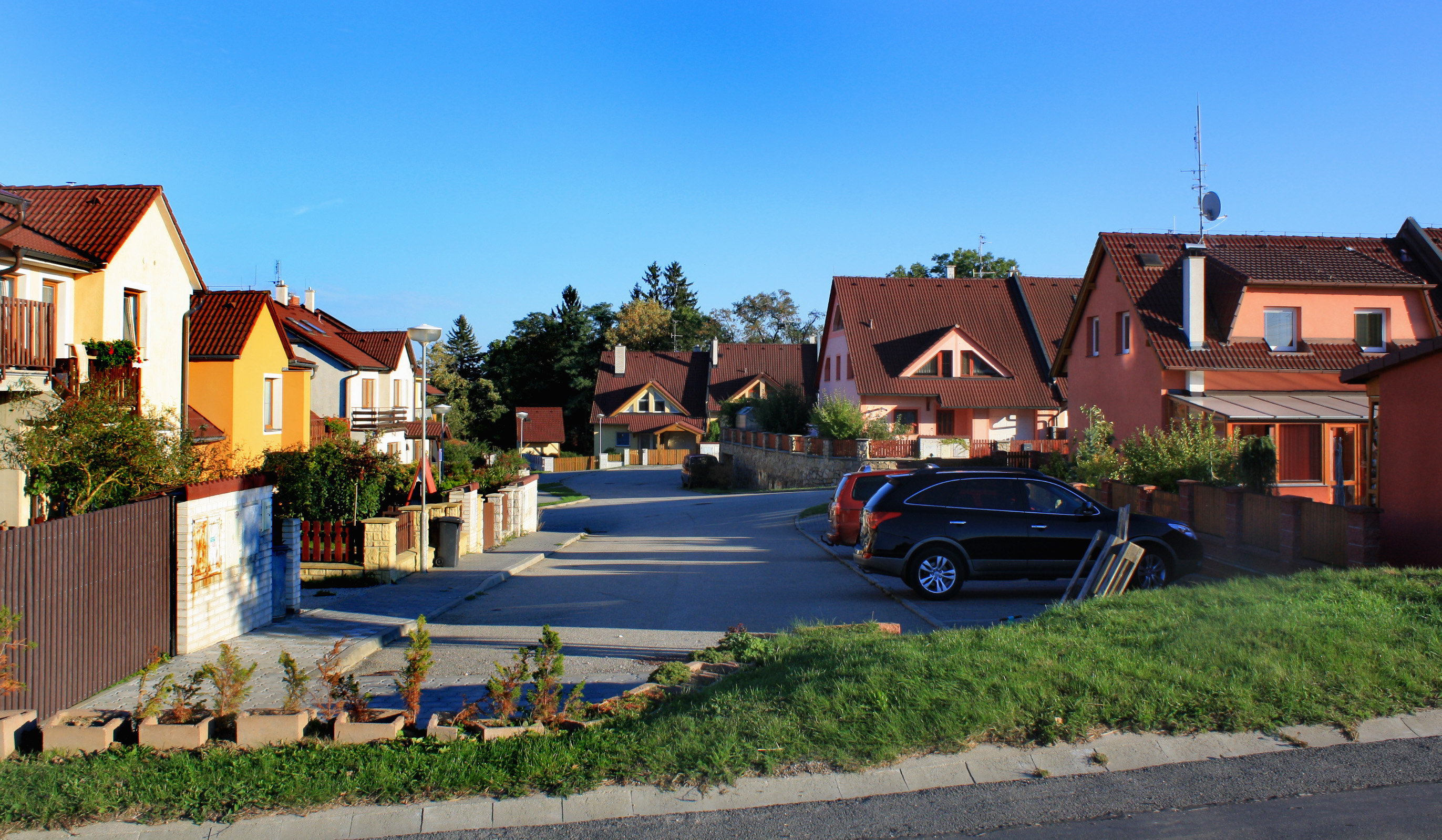
Nové domky v ulici Na Palici
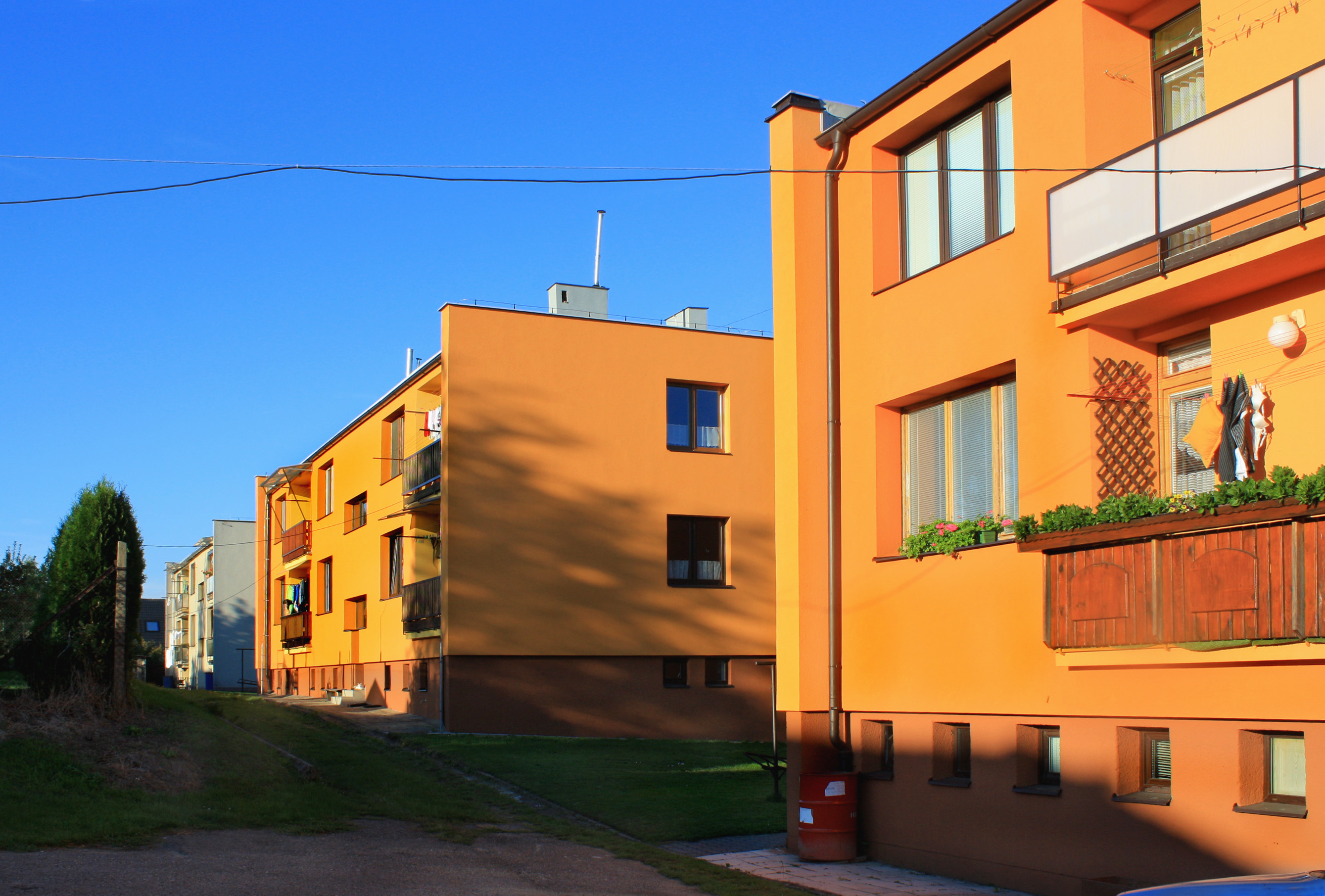
Malé sídliště u Mládežnické ulice
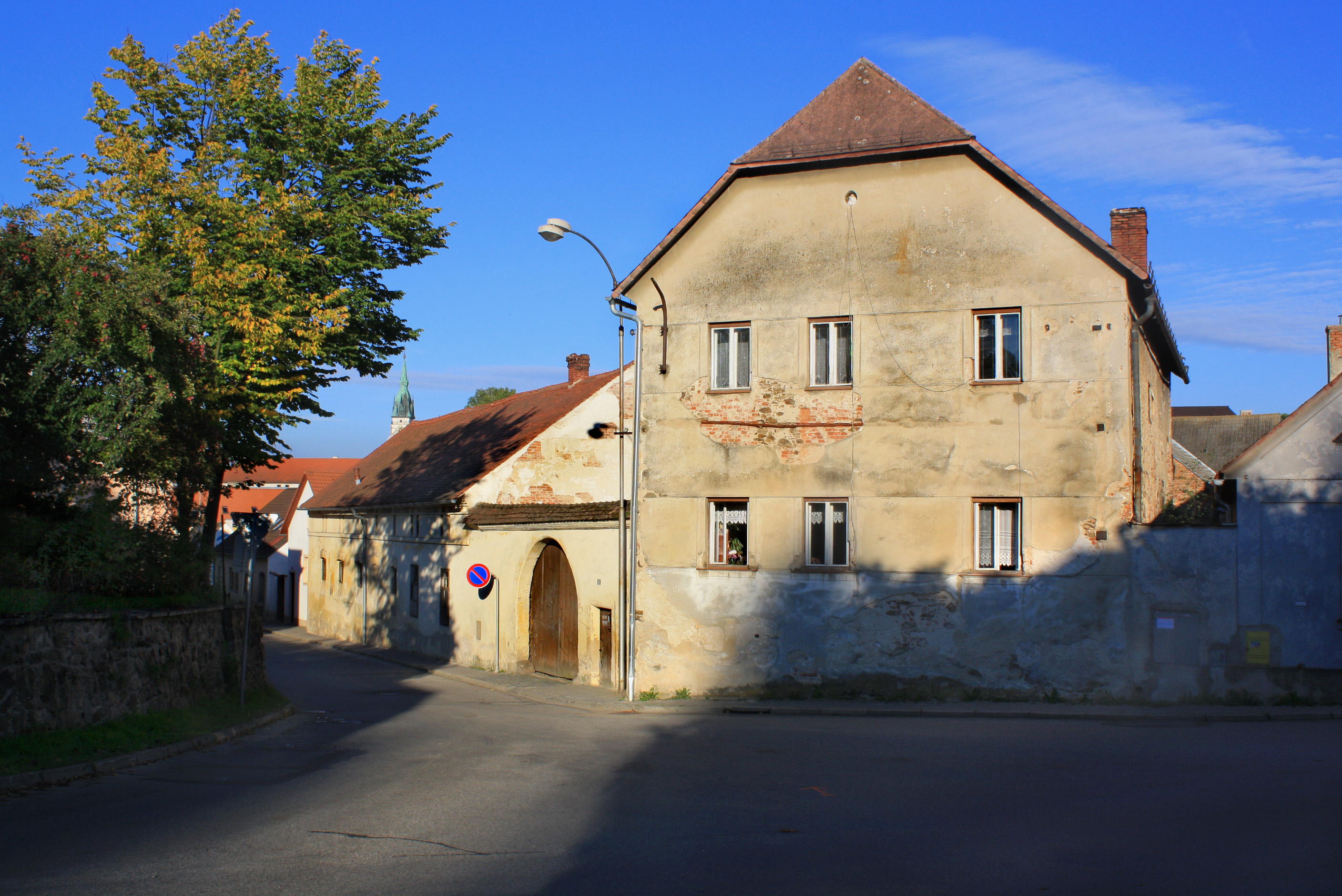
Památkově chráněný dům v Nežárecké ulici